# Cheilosia romigi
Cheilosia romigi är en tvåvingeart som beskrevs av Claussen och Weyer 2004. Cheilosia romigi ingår i släktet örtblomflugor, och familjen blomflugor.
Artens utbredningsområde är Italien. Inga underarter finns listade i Catalogue of Life.